# Zelandotipula songoensis
Zelandotipula songoensis is een tweevleugelige uit de familie langpootmuggen (Tipulidae). De soort komt voor in het Neotropisch gebied.